# Paul Gerhard Hosemann

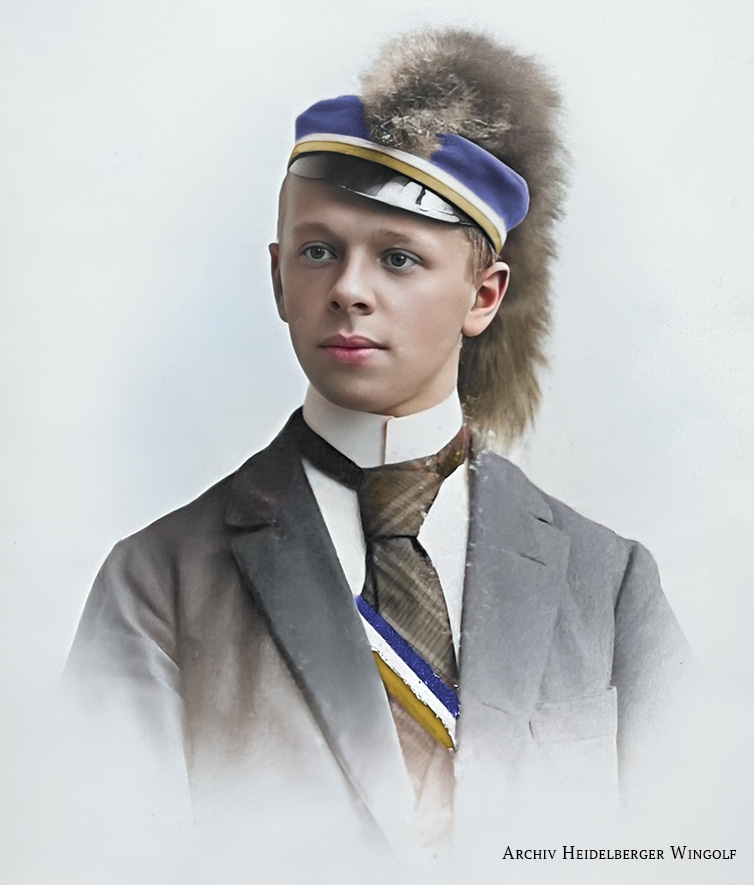
Gerhard Hosemann als Fuxmajor des Heidelberger Wingolf

Paul Gerhard Hosemann (* 19. April 1879 in Malchow bei Berlin; † 20. Februar 1958 in Freiburg im Breisgau) war ein deutscher Chirurg.

## Leben
Paul Gerhard Hosemann wurde als Sohn des evangelischen Pfarrers Adalbert Hosemann und seiner Frau Elisabeth Hosemann, geborene Martius, in Malchow bei Berlin geboren. Sein Bruder war der spätere Vizeadmiral Martin Hosemann. Er studierte ab dem Jahre 1897 in Greifswald, Kiel, Berlin und Heidelberg Medizin. Während der Studienzeit wurde er, wie schon sein Vater, Mitglied des Wingolf. Er trat dem Greifswalder, Kieler, Heidelberger und Berliner Wingolf bei. Später wurde er auch Mitglied im Rostocker und Freiburger Wingolf. 1902 wurde er an der Universität Kiel mit der Arbeit Über einen Fall fulminanter Embolie nach Perityflitis promoviert. Zunächst war er als Assistenzarzt in Kiel, später in Rostock tätig. Dort wurde er im Jahre 1910 mit der Arbeit Experimentelle Erzeugung des Echinococcus durch Keimpfropfung habilitiert. Von 1914 bis 1918 nahm er am Ersten Weltkrieg teil, zuletzt als Stabsarzt der Reserve.
Im Jahre 1916 wurde er Titularprofessor an der Universität Rostock, im Jahre 1918 Chefarzt der Chirurgischen Abteilung des evangelischen Diakonissenkrankenhauses in Freiburg im Breisgau, was er bis zu seinem Ruhestand im Jahre 1953 blieb. 1919 wurde er außerplanmäßiger Professor an der Albert-Ludwigs-Universität Freiburg. Hosemann war ein gesuchter Arzt und Operateur für ganz Baden, namentlich auf dem Gebiet der Kropf- und Gallenchirurgie.
Hosemann war verheiratet mit Anna Dorothea Hosemann, geborene Kobert, der Tochter des Mediziners Rudolf Kobert. Er war der Vater von sechs Kindern, darunter Rolf Hosemann, Hans Hosemann und Gerhard Hosemann. Er ist der Großvater von Werner Hosemann.

## Auszeichnungen
- Eisernes Kreuz 1. und 2. Klasse[1]
- Mecklenburgisches Verdienstkreuz 1. und 2. Klasse[1]

## Schriften (Auswahl)
- Über einen Fall fulminanter Embolie nach Perityflitis. Kiel 1902.
- Altes und Neues von der Echinokokkenkrankheit. Rostock 1914.
- Die Chirurgie. Bd. 2, Tl. 1, Berlin 1927/28.